# Јурићев Кал
Јурићев Кал (итал. Fonte San Giorgio је насељено место у саставу општине Барбан у Истарској жупанији, Хрватска. До територијалне реорганизације у Хрватској налазили су се у саставу старе општине Пула.

## Становништво
Према последњем попису становништва из 2011. године у насељу Јурићев Кал живео је 61 становник.
| година пописа  | 1857 | 1869 | 1880 | 1890 | 1900 | 1910 | 1921 | 1931 | 1948 | 1953 | 1961 | 1971 | 1981 | 1991 | 2001 | 2011 |
| бр. становника | 0    | 0    | 113  | 77   | 61   | 124  | 0    | 0    | 155  | 159  | 130  | 95   | 78   | 84   | 71   | 61   |

Напомена:У пописима 1857. 1869. 1921. 1931. подаци су садржани у насељу Прхати. 1890. садржи део података за насеље Прхати, а у 1910. део података за насеље Вадреш.